# Juan Carlos Mora
Juan Carlos Mora Velasco (San Cristóbal, 1º maggio 1994) è un ex calciatore venezuelano, di ruolo centrocampista.

## Carriera
Dal 2013 al 2019 ha militato in varie squadre della massima serie venezuelana, giocando anche 9 partite nella Coppa Libertadores. Il 21 luglio 2021 viene acquistato a titolo definitivo dalla squadra spagnola del Recreativo Huelva.

## Palmarès

### Club

#### Competizioni nazionali
- Campionato venezuelano: 1

Deportivo Táchira: 2014-2015